# Moratoire (divertissement)
 (mai 2024).
Un moratoire est la pratique consistant à suspendre la vente de films sur DVD, VHS, Blu-ray et coffrets après une certaine période. Walt Disney Studios Home Entertainment était célèbre pour cette pratique, connue sous le nom de « Disney Vault », selon laquelle il ne vendait que sporadiquement les films d'animation du catalogue Disney, jusqu'en 2019, date à laquelle un programme de désélections et de rééditions a finalement permis de rétablir l'impression simultanée de tous les titres Disney sur le marché du divertissement à domicile pour la première fois et sur le service de streaming Disney+. La cinémathèque de la 20th Century Fox (à l'exception notable de The Rocky Horror Picture Show) a été placée sous moratoire et retirée des salles à la suite de l'acquisition par Disney de 21st Century Fox en 2019, selon un article de Vulture ; la décision a souligné les différences de politique entre la Fox, qui a mis la plupart de ses archives cinématographiques à la disposition des cinémas à tout moment, et Disney, qui ne l'a pas fait (et ne le fait toujours pas).

## Histoire
Disney a été le premier studio à mettre ses films en moratoire. En 2002, Universal Pictures a eu recours à cette pratique avec la sortie du coffret DVD Retour vers le futur en raison de problèmes de cadrage en écran large. George Lucas a également utilisé cette pratique pour le coffret DVD de la trilogie originale Star Wars de 2004. Cependant, le moratoire a été levé sur Retour vers le futur en 2009 avant la sortie du Blu-ray du 25e anniversaire le 26 octobre 2010, et sur Star Wars, une fois que Star Wars : Épisode III – La revanche des Sith est sorti en salles le 19 mai 2005 et en publiant les versions cinématographiques originales de la trilogie d'origine en DVD le 12 septembre 2006.

## Contrôles
Disney elle-même a déclaré que la pratique du moratoire visait à la fois à contrôler son marché et à permettre aux films Disney d'être renouvelés pour les nouvelles générations de jeunes enfants.
La pratique du moratoire a été désapprouvée par les consommateurs parce qu'elle impose des prix de vente plus élevés. Un DVD normal vendu sous moratoire peut se vendre au détail à un prix très élevé par rapport au tirage général des DVD. Toutefois, on sait que les prix baissent vers la fin de l'édition. Dans le passé, un moratoire créait une urgence pour les personnes intéressées par un film de l'obtenir avant qu'il ne devienne indisponible. Un effet secondaire du processus de moratoire était le fait que les vidéos et les DVD de films, une fois placés sous moratoire, deviendraient des objets de collection. D’autres effets secondaires involontaires de la pratique du moratoire ont fait des films une cible privilégiée du piratage sur Internet et des ventes illégales.